# Административно деление на Нигерия
Територията на Нигерия е разделена на 36 щата и 1 федерална столична територия, която включва столицата на страната град Абуджа и района около него. Щатите са разделени на общо 774 зони за местно управление.
Щатите са:
| 1. Абия 2. Адамауа 3. Аква Ибом 4. Анамбра 5. Баучи 6. Байелса 7. Бенуе 8. Борно 9. Крос Ривър 10. Делта 11. Ебони 12. Едо | 1. Екити 2. Енугу 3. Гомбе 4. Имо 5. Джигава 6. Кадуна 7. Кано 8. Кебби 9. Коги 10. Квара 11. Лагос 1. Насарауа 2. Нигер 3. Огун 4. Ондо 5. Осун 6. Ойо 7. Плато 8. Ривърс 9. Сокото 10. Тараба 11. Йобе 12. Замфара |  |